# ミラクル☆ガールズ
『ミラクル☆ガールズ』（Miracle☆Girls）は、秋元奈美による少女漫画作またそれを原作にしたテレビアニメ、ゲーム作品。

## 概要
「なかよし」（講談社）に第1部1990年11月号 - 1991年6月号、第2部1991年9月号 - 1992年8月号、第3部1992年9月号 - 1994年3月号および別冊付録まで連載。単行本（講談社コミックスなかよし）全9巻。2015年、なかよし60周年記念で復刻された。
超能力を持った双子の姉妹を中心とした話。
連載当時の「なかよし」本誌では『美少女戦士セーラームーン』と2大連載の扱いであり、連載最終話となった号の別冊付録は『セーラームーン』の特別編との2冊だった。
日本テレビ系列で1993年に連続テレビアニメ番組として同年1月8日から12月24日まで金曜 17:00 - 17:30（日本時間。一部ネット局は1994年まで）に放送した。全51回。
提供読みについては、日本テレビアナウンサーの斉木かおり、関谷亜矢子、鷹西美佳が隔週交代ずつで担当していた。なお、斉木は翌年（1994年）に日本テレビを退所しフリーに転職したため、これが最後の提供読み担当となった。
※ テレビアニメ版については本項#テレビアニメの節で詳説。「登場人物」の節においてキャラクター名の下に記載した「声 - (名前)」は、テレビアニメにおける声の演者。

## 登場人物
松永姉妹（まつなが しまい）
本作の主人公。双子で、両者とも3月24日生まれ（アニメでは12月24日）の牡羊座（アニメでは山羊座）でO型。中学時代は別々の学校に通っていた。
松永ともみ（まつなが ともみ）
声 - 藤枝成子
みかげの双子の姉（みかげより30秒早く生まれた）。優しくしっかり者でおっとりとした性格。料理上手でスポーツも出来、周囲から注目を集め易いが、部活には所属しておらず助っ人として参加している。勉強は少々苦手。カジュアルな服装を好む。好物はシャケのおにぎり。
松永みかげ（まつなが みかげ）
声 - 永井紀子
ともみの双子の妹。喜怒哀楽が激しく少々我侭だが、一途な性格で倉茂に対してはかなりの好意を抱いている。勉強は常に学年首席の成績だが、怪しい実験をしてしばしば大爆発を起こす。科学部所属。好物はモンブランのケーキ。運動と料理がとても苦手。ピンクハウス風の服装を好む。アニメ15話では2人に分身しており、ともみと2人の自身が遭遇した時点で気づくことが出来たが、分身した場所で元の状態に戻った。
野田侑也（のだ ゆうや）
声 - 山口勝平
ともみとは中学以来の友人。8月19日生まれ。獅子座。B型。スポーツが得意で熱血漢。陸上部所属。ともみへの好意が強いゆえか、彼女の危機にはテレパシーのようなものを感じて駆けつけてくる。
倉茂秀明（くらしげ ひであき）
声 - 塩沢兼人
中学の時からのみかげの憧れの先輩。10月17日生まれ。天秤座。A型。文武両道で陸上部と化学部に所属する。将来は外交官になるため、ロンドンに留学。あまり感情を顔に出さないが、実はみかげのことが好きだった。
影浦進一郎（かげうら しんいちろう）
声 - 山口健
R大付属高校教諭で、ともみとみかげの担任教師で化学担当。11月6日生まれ。蠍座。AB型。変人。超能力研究で有名になろうとビデオカメラなどを利用して松永姉妹を付け狙っていたが、後に和解した。
大乗寺ルミ子（だいじょうじ ルミこ）
声 - 佐久間レイ
みかげとは同級生であり、彼女をライバル視しているメガネっ娘。4月4日生まれ。牡羊座。A型。実はめがねを外すとかなりの美少女だが、視力は良くない。さらにしてみつあみの髪をほどくと、マリエにそっくりである。
ディアマス姉妹
『光の双子』伝説のあるディアマス公国の王女（ただし正式な名称は公女）姉妹。3月24日生まれ。牡羊座。O型。 
マリエ・ミルグレイン・ディアマス
声 - 沖本美智代→山崎和佳奈
エマの双子の姉。父である大公と病気で離されたため我侭な性格に育つ。そのためエマに対して確執を持っており、倉茂をみかげから奪おうとした。
エマ・ウィンストン / エマイユ・ミルグレイン・ディアマス
声 - 沖本富美代→冬馬由美
マリエの双子の妹。後者は本名。16年前に国を出る。
ミスターX
声 - 若本規夫
ジアス将軍が連れてきた謎の男。ディアマス公国の乗っ取り（大公の暗殺）を謀る。最終的な目的は世界征服で、そのために超能力者を誘拐した。
高村マサキ（たかむら マサキ）
声 - 堀川亮
松永姉妹に近づこうとしたり野田を苦しませようとする超能力者の少年。12月26日生まれ。山羊座。AB型。
※双子の話にちなんで、双子である沖本富美代・美智代 (Dio) を起用したが、沖本姉妹は本業である舞台「ピーター・パン」出演のため途中交代した。また、主役の藤枝・永井は役柄と同じく当時高校生だった。

### その他の人物
松永泰（まつなが やすし）&松永貴絵（まつなが たかえ）
声 - 梅津秀行（泰）、真柴摩利（貴絵）
ともみ・みかげの父親と母親。
神崎乃絵（かんざき のえ）
声 - 小林優子
貴絵の双子の妹。アニメ版では彼女達姉妹も、ともみ・みかげ姉妹同様の超能力を持っている様子。
影浦リカ（かげうら リカ）
声 - 佐々木優子
進一郎の妻。原作では第5巻で結婚しているが、アニメ版では第1話からすでに結婚。最終話で一男一女をもうける。
高村ナナ（たかむら ナナ）
声 - 吉田古奈美
マサキの妹。
佐々木（ささき）
声 - 田原アルノ
高村家の執事。
大公（たいこう）
声 - 屋良有作
マリエとエマの父王。

### アニメ版のオリジナルキャラクター
山岸耕平（やまぎし こうへい）
声 - 飛田展男
ともみの同級生で、野田の親友。陸上部所属。5月16日生まれ。牡牛座。O型。プレイボーイだが、実はともみが好きだった。
更科理沙（さらしな りさ）
声 - ならはしみき
松永姉妹の1年先輩。真面目そうだが、意外な一面を持つ。
菊地（きくち）
声 - 柏倉つとむ
水野（みずの）
声 - 山田義晴
坂倉（さかくら）
声 - 森川智之
大和田（おおわだ）
声 - 林玉緒
麻生敬太郎（あそう けいたろう）
声 - 辻村真人
リョウコ
声 - 小山ゆかり
レイコ
声 - 大谷育江
井沢レミ（いざわ レミ）
声 - 水谷優子
裕平（ゆうへい）
声 - 安達忍
カナ子（カナこ）
声 - 篠原恵美
ツカサ
声 - 置鮎龍太郎
金沢リエ（かなざわ リエ）
声 - まるたまり
ガスパー
声 - 岩坪理江
ライル
声 - 丸山詠二
フレッド
声 - 茶風林
吉村教授（よしむらきょうじゅ）
声 - 坂東尚樹
特撮番組「ミラクルガールズ」の主演の2人（47話のみ出演）
2人ともアイドルタレント。劇中劇のミラクルガールズは超能力を持つ二人の女性が悪と戦うという物語である。そのコスチュームデザインは同時期に放映されていた『美少女戦士セーラームーン』を意識したものになっている。なお、担当声優の二人も『セーラームーン』の主演声優である。
舞（まい）
声 - 三石琴乃
春香（はるか）
声 - 富沢美智恵
提供読み（関東・日本テレビでの前提供・後提供におけるクレジット読み上げ担当時）
声 - 斉木かおり、関谷亜矢子、鷹西美佳（隔週）
※ゲストとして、主題歌を歌うGARDEN（嶋田兄弟）と放送局日本テレビの企画で松本明子など。

## 松永姉妹が使う超能力
テレポート
瞬間移動。『ミラクル☆ガールズ』本編ではしばしば見受けられる超能力。特に難しい能力で、ともみとみかげの2人が力を合わせなくては出来ず、失敗もある。また、前述と同様の手法でも単独で行う場合もある。
テレパシー
テレポート同様に本編でよく見受けられた超能力。心と心で会話が出来る。
テレキネシス
ともみとみかげは一時的にしか使えなかった超能力であり、高村マサキも使用する。スプーンを曲げたり物体の浮遊を可能とする超能力として有名。
予知能力
タイムスリップ

## 宝石の精霊
松永姉妹が宝石の輝きを越えてくることによって生まれた、宝石の精霊たち。
- ガーネット
- アメシスト
- アクアマリン
- ダイヤモンド
- エメラルド
- パール
- ルビー
- ペリドット
- サファイア
- オパール
- トパーズ
- ターコイズ

## 星座の精霊
松永姉妹が星のかけらの力で与えられていることが可能となった、星座の精霊たち。
- 牡羊座
- 牡牛座
- 双子座
- 蟹座
- 獅子座
- 乙女座
- 天秤座
- 蠍座
- 射手座
- 山羊座
- 水瓶座
- 魚座

## 書誌情報
- 秋元奈美 『ミラクル☆ガールズ』 講談社〈講談社コミックスなかよし〉、全9巻
  1. 1991年7月2日発売 ISBN 4-06-178692-X
  2. 1991年11月1日発売 ISBN 4-06-178702-0
  3. 1992年6月1日発売 ISBN 4-06-178718-7
  4. 1992年11月2日発売 ISBN 4-06-178733-0
  5. 1993年3月1日発売 ISBN 4-06-178742-X
  6. 1993年8月2日発売 ISBN 4-06-178756-X
  7. 1994年1月5日発売 ISBN 4-06-178768-3
  8. 1994年4月27日発売 ISBN 4-06-178777-2
  9. 1994年7月29日発売 ISBN 4-06-178783-7

- 秋元奈美 『ミラクル☆ガールズ なかよし60周年記念版』 講談社〈KCデラックス〉、全9巻[1]
  1. 2015年7月3日発売 ISBN 978-4-06-377238-8
  2. 2015年7月3日発売 ISBN 978-4-06-377239-5
  3. 2015年7月3日発売 ISBN 978-4-06-377240-1
  4. 2015年8月6日発売 ISBN 978-4-06-377251-7
  5. 2015年8月6日発売 ISBN 978-4-06-377252-4
  6. 2015年8月6日発売 ISBN 978-4-06-377253-1
  7. 2015年9月5日発売 ISBN 978-4-06-377267-8
  8. 2015年9月5日発売 ISBN 978-4-06-377268-5
  9. 2015年9月5日発売 ISBN 978-4-06-377269-2

## テレビアニメ
アニメ化された当時は概要で述べたとおり『セーラームーン』と並ぶ「なかよし」2大アニメとして製作された。製作には旭通信社、アニメーション制作は亜細亜堂とメインスポンサーだったタカラが共同出資して設立されたジャパンタップスが担当した。
アニメ版は諸般の事情から原作の第1部、第2部（中学生時代）からではなく第3部（高校生時代）からのスタートなったほか、第3部の一部もアニメ化されないままであった。放送中盤にはスタッフの一部が変更し、内容にも路線変更が施された。松永姉妹の身体（能力を除く）の入れ替わり、みかげの分身、幽霊を取り入れるなど殆どがオリジナル回となった。
初代監督には抽象的な独自演出で知られた安濃高志が就任し、シリーズ構成には少女アニメには珍しく実写ドラマや実写映画の脚本で著名な小林弘利が起用された。そのため前半は主題歌、サブタイトルからシナリオ、音楽、効果音に至るまで気象予報や神話、伝説、美しい風景や夜景、人間関係、人間の深層心理などを巧みに用いた幻想的かつ抽象的で透明感が溢れるような演出や描写が多かったのが特徴的で、この演出は一部の中高生や大人のファンから受け入れられて好評であった。しかし『セーラームーン』とは違って原作では中学生時代から始まるストーリーが高校生時代のみに大幅短縮されて中学生時代は回想シーン程度にしか登場しなかったうえ、上記の安濃の演出で放送内容やストーリー自体がかえって大人向けの難解なものになってしまったため、本来の視聴対象としていた「なかよし」愛読者の子供たちにはこれらのアレンジ演出があまり受け入れられなかったこともあり、視聴率に恵まれず関連商品の売れ行きも芳しくなかった。また、安濃自身の体調不良の悪化もあり、安濃はわずか17話を以て降板した。その後は後任が決まらず、18話から29話まで約3ヶ月間に渡って監督不在となり、本作の絵コンテや演出担当者などスタッフでアニメ監督経験のあった者がその都度、各話ごとに監督代行を務めるという形で制作が続けられた。30話から後任として『タッチ』や『YAWARA!』など青春系アニメの監督を手掛けて定評があったときたひろこが正式に二代目監督に就任し、この際にアニメのシリーズ構成も小林弘利からアニメ脚本家の渡辺麻実に交代した。このため本作はこの30話から51話までは第2部として本来の視聴対象者である子供向け番組として大きくリニューアルされた。
前半で使用された抽象的な水彩画が主体となっていたOP主題歌では、オープニングナレーションを追加したコミカルタッチのミュージカル風アニメーションの新曲に、ED主題歌も曲は同じだが実写から新規の書き下ろしアニメーションに一新するとともに、サブタイトル、シナリオ、音楽も安濃が手がけた前半の抽象的なイメージや表現を若干残しつつも大きく排除して路線を変更し、逆に明るくてコミカルな場面を多用した子供向けのシナリオやストーリーが多く制作された。アニメの前半と後半でサブタイトルの雰囲気が全く異なっているのはこのためである。
本作は神奈川県横浜市がモデルであり、作中では東急東横線や大倉山駅（アニメでは小倉山駅）周辺を中心に、背景に横浜みなとみらい21、横浜ランドマークタワー、よこはまコスモワールド（コスモクロック21）、臨港パーク（日本丸メモリアルパーク）、港の見える丘公園などが登場している。
放送枠については、前作『ママは小学4年生』までこの放送枠で制作を続けたサンライズから譲り受けたが、本作終了を以って金曜17時枠での新作放送は一旦終了し、『ルパン三世 (TV第1シリーズ)』（日本テレビの場合）などの再放送枠となったが、それまで月曜17:30分枠で放送されていた『それいけ!アンパンマン』が1996年10月から当枠に移動したことにより再開され、2000年9月まで継続された。

### メディア媒体化・再放送など
メディア媒体は本放送終了後にバップからVHS、LD（全13巻）が発売されているが、現在は全て廃盤になっており入手は非常に困難。なお後述にもあるが、前期のDioが出演していた実写版EDと『ミラクル☆ステーション』は版権の関係でVHS、LDでは全てカットされ、EDは後期のアニメーション版に差し替えられている。
本作を制作しアニメ版の著作を保有していたジャパンタップスが1995年に経営破綻して解散、消滅した事も影響してか、再放送が2010年代に入るまで一度も各局で行われなかった。現在の主流であるデジタルディスクメディア化（DVD化・Blu-ray化など）もされていないが、放送終了から23年経った2016年、CS局・キッズステーションにて映像を高解像度化処理した「デジタルリマスターHD版」が本放送後はじめて同年11月から12月にかけて再放送された。なお、デジタルリマスターHD版の著作権クレジット表記は「秋元奈美・講談社/亜細亜堂」となっている。
番組のスポンサーであった玩具メーカー・タカラは、現在のタカラトミーに変更されており、講談社との連携によるテレビアニメとしては2025年4月に『プリンセッション・オーケストラ』が32年の休止を挟むまでに途絶えることとなっている。

### スタッフ
- 原作 - 秋元奈美
- シリーズ構成 - 小林弘利（ - 29話）、渡辺麻実（30話 - ）
- キャラクターデザイン - 関根昌之
- 撮影監督 - 白井久男
- 美術監督 - 中村隆
- 音楽 - 大島ミチル
- 音響監督 - 小林克良
- プロデューサー - 前田伸一郎（日本テレビ）、佐川祐子 (ASATSU)、依田健（ジャパンタップス）
- 監督 - 安濃高志（ - 17話）、ときたひろこ（30話 - ）
- オープニングナレーション（30話 - ） - 広川太一郎
- アイキャッチディレクター - 和栗隆史
- エンティングディレクター - 渋谷和行
- 動画チェック - 中村紀、原鉄夫、山久保緑
- 動画 - 遠東動画
- 色彩設計 - 四俣理香
- 色指定 - 村上智美、宇都宮百合子、四俣理香、田中文子
- 仕上 - エムアイ、遠東動画
- 背景 - スタジオテイクワン
- 撮影 - スタジオコスモス
- 音響製作 - オーディオ・プランニング・ユー
- 効果 - 新井秀徳（フィズサウンドクリエイション）
- 整音 - 内山敬章
- スタジオ - APUスタジオ
- 音楽制作 - 島田義三
- 編集協力 - NTV映像センター
- 広報 - 立鉛典子（日本テレビ）
- 制作デスク - 伊藤万実子、松山竜一郎
- 設定制作 - 根岸宏樹
- 制作進行 - 山口広、鶴岡吉博、井口憲明、元吉良至、宗岡幸男
- 編集 - 森田清次、高山智江子
- 協力スタジオ - 亜細亜堂、夢弦館、ランダム
- 制作協力 - 亜細亜堂
- タイトル - マキ・プロ
- 現像 - 東京現像所
- 企画制作 - 日本テレビ
- 製作 - ASATSU、ジャパンタップス

### 主題歌
オープニングテーマ
「キッスの途中で涙が」（第1話 - 第29話）
作詞・作曲・歌 - GARDEN / 編曲 - 山田直毅
「恋の未来」（第30話 - 第51話）
作詞・作曲・歌 - GARDEN / 編曲 - 山田直毅
エンディングテーマ「ふたりじゃなきゃだめなの」
作詞 - 鮎川めぐみ / 作曲 - 柴矢俊彦 / 編曲 - 山川恵津子 / 歌 - Dio
※双子の話にちなんで、GARDEN（嶋田兄弟）、Dio（沖本姉妹）ともに双子ユニットを起用した。
※初期のエンディング映像は、アニメではなくDioのPV風の映像が使われたが、ビデオではカットされている。

### 各話リスト
| 話数 | サブタイトル                   | シナリオ          | 絵コンテ     | 演出           | 作画監督          | 放送日        |
| ---- | ------------------------------ | ----------------- | ------------ | -------------- | ----------------- | ------------- |
| 1    | 曇りのちみかげ                 | 小林弘利          | 小林常夫     | 安濃高志       | 大武正枝          | 1993年 1月8日 |
| 2    | 雨ときどきハイジャック         | 小林弘利          | 大地丙太郎   | 大地丙太郎     | 畑良子            | 1月15日       |
| 3    | 風向きはロンドン               | 小林弘利          | 佐々木和宏   | 佐々木和宏     | 海谷敏久          | 1月22日       |
| 4    | バーゲンタイフーン             | 石塚智子          | 西村博之     | 大畑清隆       | 畑良子            | 1月29日       |
| 5    | みかげ一時ともみ               | 丸尾みほ          | 小林常夫     | 小林常夫       | 生野裕子          | 2月5日        |
| 6    | エスパーびより                 | 小林弘利          | 木村哲       | 木村哲         | 大武正枝          | 2月12日       |
| 7    | 予知指数?%（アレレパーセント） | 静谷伊佐夫        | 高柳哲司     | 大畑清隆       | 畑良子 平岡正幸   | 2月19日       |
| 8    | ところにより 涙                | わぐりたかし      | 佐々木和宏   | 佐々木和宏     | 海谷敏久          | 2月26日       |
| 9    | ロッジの中の雪嵐               | 小林弘利          | 西村博之     | 川島宏         | 荻窪太郎          | 3月5日        |
| 10   | なだれ警報発令                 | 小林弘利          | 小林常夫     | 小林常夫       | 生野裕子          | 3月12日       |
| 11   | 時の流れの注意報               | 丸尾みほ          | 木村哲       | 木村哲         | 大武正枝          | 3月19日       |
| 12   | ともみの胸のつむじ風           | 石塚智子          | 佐藤卓哉     | 川田武範       | 藤田まり子        | 3月26日       |
| 13   | 謎の移動性恋気圧               | わぐりたかし      | 大畑清隆     | 大畑清隆       | 畑良子 平岡正幸   | 4月2日        |
| 14   | マメ台風接近中                 | 丸尾みほ          | 佐々木和宏   | 知吹愛弓       | 杉山東夜美        | 4月9日        |
| 15   | 桜前線異状あり                 | 静谷伊佐夫        | 川島宏       | 川島宏         | 荻窪太郎          | 4月16日       |
| 16   | 春風特急                       | 小林弘利          | 佐藤卓哉     | 佐藤卓哉       | 大武正枝          | 4月23日       |
| 17   | 思い出気流                     | 石塚智子          | 佐々木和宏   | 佐々木和宏     | 生野裕子 畑良子   | 4月30日       |
| 18   | 月夜のユニコーン               | 小林弘利          | 浅見隆司     | 浅見隆司       | 藤田まり子        | 5月7日        |
| 19   | 霧に呼ぶ声                     | 小林弘利          | 西村純二     | 牛草健         | 畑良子            | 5月14日       |
| 20   | 乙女心はハリケーン             | 丸尾みほ          | 小林常夫     | 知吹愛弓       | 杉山東夜美        | 5月21日       |
| 21   | 南々西に進路を取れ             | 静谷伊佐夫        | 横田和       | 川島宏         | 坂元大二郎        | 5月28日       |
| 22   | 初恋は蜃気楼?!                 | 渡辺麻実          | 大畑清隆     | 大畑清隆       | 平岡正幸          | 6月4日        |
| 23   | 秘密がバレちゃった?!           | 小林弘利          | 木村哲       | 木村哲         | 大武正枝          | 6月11日       |
| 24   | えっ?先輩に恋人?               | 丸尾みほ          | 小林常夫     | 竹村健治       | 杉山東夜美        | 6月18日       |
| 25   | フシギな通り雨                 | 渡辺麻実          | 佐々木和宏   | 栗本宏志       | 藤田まり子        | 6月25日       |
| 26   | 私、転校します                 | 石塚智子          | 牛草健       | 牛草健         | 畑良子            | 7月2日        |
| 27   | 野球でミラクル                 | 静谷伊佐夫        | 知吹愛弓     | 知吹愛弓       | 杉山東夜美        | 7月9日        |
| 28   | 女の闘い!!私の勝ちよ           | 丸尾みほ          | 滑川悟       | 滑川悟         | 君塚勝教          | 7月16日       |
| 29   | ユーレイはお好き?              | 朝倉千筆          | 木村哲       | 木村哲         | 大武正枝          | 7月23日       |
| 30   | 奇跡はふたりで                 | 渡辺麻実          | ときたひろこ | 小林常夫       | 生野裕子          | 7月30日       |
| 31   | 星サンゴの夜                   | 静谷伊佐夫        | 大地丙太郎   | 大地丙太郎     | 畑良子            | 8月6日        |
| 32   | ミラクルサマー                 | 渡辺麻実 石塚智子 | 浅田裕二     | 浅田裕二       | 藤田まり子        | 8月13日       |
| 33   | 仲良くロストラブ?!             | 中弘子            | 知吹愛弓     | 知吹愛弓       | 杉山東夜美        | 8月20日       |
| 34   | めぐる想い                     | 渡辺麻実          | 大畑清隆     | むとうゆうじ   | 畑良子            | 8月27日       |
| 35   | 謎の転校生                     | 川崎ヒロユキ      | 西村博之     | くろだまさのり | 大武正枝          | 9月3日        |
| 36   | 危険なあいつ                   | 小林弘利          | 小林常夫     | 小林常夫       | 生野裕子          | 9月10日       |
| 37   | いつわりの貴公子               | 中弘子 渡辺麻実   | 大地丙太郎   | 大地丙太郎     | 畑良子            | 9月17日       |
| 38   | 君を守る!                      | 川崎ヒロユキ      | 栗本ひろゆき | 栗本ひろゆき   | 藤田まり子        | 9月24日       |
| 39   | ふたご解消?!                   | 中弘子            | 知吹愛弓     | 知吹愛弓       | 杉山東夜美        | 10月1日       |
| 40   | 山岸疾る（はしる）!            | 静谷伊佐夫        | 木村哲       | 木村哲         | 大武正枝          | 10月8日       |
| 41   | 遠い約束                       | 渡辺麻実          | 武藤裕治     | 武藤裕治       | 畑良子            | 10月15日      |
| 42   | ともみ怒る!                    | 中弘子            | 奥平健一     | 奥平健一       | 生野裕子 海谷敏久 | 10月22日      |
| 43   | 映画は祭りだ、人生だ!          | ときたひろこ      | 浅田裕二     | 浅田裕二       | 藤田まり子        | 10月29日      |
| 44   | パパの恋人?                    | 高屋敷英夫        | 大地丙太郎   | 大地丙太郎     | 畑良子            | 11月5日       |
| 45   | 妻、帰る?!                     | 渡辺麻実          | 知吹愛弓     | 知吹愛弓       | 杉山東夜美        | 11月12日      |
| 46   | 心をつなぐエアメール           | 木村哲            | 木村哲       | 木村哲         | 大武正枝          | 11月19日      |
| 47   | 傷だらけの天使                 | 愛知拳            | むとうゆうじ | むとうゆうじ   | 畑良子            | 11月26日      |
| 48   | 運命の再会                     | 渡辺麻実          | 小林常夫     | 小林常夫       | 生野裕子          | 12月3日       |
| 49   | さよなら 先輩                  | 渡辺麻実          | 栗本ひろゆき | 栗本ひろゆき   | 藤田まり子        | 12月10日      |
| 50   | 二人の王女                     | 渡辺麻実          | 大地丙太郎   | 大地丙太郎     | 畑良子            | 12月17日      |
| 51   | 奇跡を信じて                   | 渡辺麻実          | 木村哲       | 木村哲         | 大武正枝          | 12月24日      |

- 前半17話まで（安濃高志が監督していた時期）は気象（天気予報）に関した用語がサブタイトルに用いられていた。
- 第18話・19話の初回放送では、放送局日本テレビの企画による「なかよしをさがせ」があり、本編の画面の1か所に雑誌「なかよし」表紙が合成された。

### ミラクル☆ステーション
30話から事実上の第2部となり、オープニング主題歌の変更やアイキャッチとエンディングのアニメ化などとともに予告編の枠に導入されたコーナー。
日本テレビアナウンサー（当時）の永井美奈子、米森麻美、薮本雅子による歌手ユニット「DORA」の隔週交互による司会で、当時子役タレントの西田彩香・朝倉ゆかりがレポーターとして視聴者を訪問したり番組の告知をおこなった。第1回目は主人公と同姓同名の女の子を突撃レポートした。

### 放送局
系列は放送終了時（1993年12月）のもの。系列は特筆の無い限り全て日本テレビ系列フルネット局（放送当時）。
| 放送期間、または放送形態                                                                              | 放送時間                                                                                   | 放送局         | 対象地域       | 備考                                            |
| --- | ------------------------------------------------------------------------------------------ | -------------- | -------------- | ----------------------------------------------- |
| 1993年1月8日 - 12月24日                                                                               | 金曜 17:00 - 17:30                                                                         | 日本テレビ     | 関東広域圏     | 制作局                                          |
| |                                                                                            | ミヤギテレビ   | 宮城県         |                                                 |
| |                                                                                            | 山形放送       | 山形県         | 1993年3月まではテレビ朝日系列とのクロスネット局 |
| |                                                                                            | 福島中央テレビ | 福島県         | [ 7 ]                                           |
| |                                                                                            | テレビ新潟     | 新潟県         |                                                 |
| |                                                                                            | テレビ金沢     | 石川県         | [ 8 ]                                           |
| |                                                                                            | 静岡第一テレビ | 静岡県         |                                                 |
| |                                                                                            | 中京テレビ     | 中京広域圏     |                                                 |
| |                                                                                            | 西日本放送     | 香川県・岡山県 |                                                 |
| |                                                                                            | 福岡放送       | 福岡県         |                                                 |
| |                                                                                            | 熊本県民テレビ | 熊本県         |                                                 |
| 1993年1月18日 1993年1月22日 - 9月10日 1993年9月20日 - 9月27日 1993年10月3日 - 12月26日 1993年12月31日 | 月曜 16:30 - 17:00 金曜 16:30 - 17:00 月曜 16:30 - 17:00 日曜 7:00 - 7:30 金曜 6:15 - 6:45 | 札幌テレビ     | 北海道         | [ 10 ]                                          |
| 1993年7月29日 - 1994年9月1日                                                                          | 木曜 17:00 - 17:30                                                                         | 福井放送       | 福井県         | [ 12 ]                                          |
| 遅れネット                                                                                            | 月曜 17:00 - 17:30                                                                         | テレビ信州     | 長野県         |                                                 |
| | 火曜 5:30 - 5:59 →土曜 5:30 - 6:00                                                         | 読売テレビ     | 近畿広域圏     | [ 13 ]                                          |
| | 金曜 17:00 - 17:30 →水曜 16:30 - 17:00                                                     | 広島テレビ     | 広島県         | [ 14 ]                                          |
| | 火曜 17:00 - 17:30                                                                         | 山口放送       | 山口県         | 1993年9月まではテレビ朝日系列とのクロスネット局 |
| | 木曜 17:00 - 17:30                                                                         | 長崎国際テレビ | 長崎県         |                                                 |

| 日本テレビ 金曜 17:00 - 17:30                | 日本テレビ 金曜 17:00 - 17:30                 | 日本テレビ 金曜 17:00 - 17:30                                                                            |
| 前番組                                       | 番組名                                        | 次番組                                                                                                   |
| -------------------------------------------- | --------------------------------------------- | --- |
| ママは小学4年生 （1992年1月10日 - 12月25日） | ミラクル☆ガールズ （1993年1月8日 - 12月24日） | 再放送枠 【火曜 - 金曜】 ↓ それいけ!アンパンマン （第398話 - 第584話） （1996年10月4日 - 2000年9月29日） |

### 企画の変遷
なかよし編集部の本作の担当であった近藤憲二郎によると、本作は連載当初から人気があったため、実写ドラマ化を前提に売りこんでいたのだが、結局日本テレビがアニメ化ということで実現した経緯がある（徳間書店「アニメージュ」1993年6月号、23頁）。当初の企画に関連するのか、本作のエンディングには実写のDio（沖本姉妹）の映像が入っている。

## 関連グッズ
この放送枠はサンライズ制作時代から長らくタカラ（現・タカラトミー）の提供枠であり、本作の製作会社「ジャパンタップス」はタカラの系列会社であったため、ほとんどのグッズはタカラから発売された。
- タカラ（現・タカラトミー）発売
  - ドール（人形）- ともみ・みかげ共に普段着タイプとパーティドレス・タイプの2種類
  - キュートクラブ
  - システム手帳
  - 電子手帳「Miracle twin note」（電卓つきシステム手帳）
  - ブレスレット&ペンダント、ミラクルリング各種
  - ミラクル☆ガールズ「ともみとみかげの不思議世界の大冒険（ミラクルワールドアドベンチャー）」（スーパーファミコン用ゲームソフト）
  - ハンカチ＆ソックス
- セイカノート（現・サンスター文具）発売
  - ぬりえノート
  - きせかえノート
- カバヤ食品発売
  - ミラクル☆ガールズ ガム（玩菓）
  - ジグソーパズル ガム（玩菓）
- Vap発売
  - ビデオカセット（全13巻）(現在は廃盤)
  - LD（全13巻）(現在は廃盤)
- ソニー・ミュージックエンタテインメント(GARDEN)とポニーキャニオン (Dio) 発売
  - テーマソングシングルCD
- ソニー・ミュージックエンタテインメント発売
  - 「ミラクル☆ガールズ オリジナルサウンドトラック」サウンドトラックCD - 初回プレスはデジパック仕様
  - 「ミラクル☆ガールズ リミックス」サントラのダンスリミックスCD
- 講談社発売
  - 「講談社のテレビ絵本」シリーズ（全10巻）
  - なかよしメディアブックス「なかよしアニメアルバム ミラクル☆ガールズ」
  - なかよしゲームブックス「スーパーファミコン ミラクル☆ガールズ公式ガイドブック」
- コトブキヤ（現・壽屋）発売
  - ガレージキット…フィギュア - ともみとみかげのみ発売。